# 尋找金鐘旭
《尋找金鐘旭》（韓語：김종욱 찾기）是一部於2010年上映、孔劉及林秀晶主演的韓國浪漫喜劇電影，由女性音樂劇編劇家張由真導演，取材于自其本人於2006年製作的一部音樂劇。 該部電影在韓國反應較爲平常，總共賣出了1,113,285張電影票。

## 劇情
韓基俊（孔劉飾）在片中起先是旅行社員工，因不適應離職，想自己創業，偶然發現人人都懷念初戀，所以他成立了「尋找初戀事務所」。徐智雨（林秀晶飾）是音樂劇舞台導演，適齡未婚只因心中無法忘懷初戀金鐘旭，因此智雨父親逼智雨去「尋找初戀事務所」，希望找到初戀做個了結。

## 演員
| 演員   | 角色   | 備註1                                              | 備註2                 |
| ------ | ------ | -------------------------------------------------- | --------------------- |
| 林秀晶 | 徐智雨 | 音樂劇舞台導演 初戀事務所第四位客人                |                       |
| 孔劉   | 韓基俊 | 滴滴海嘯旅行社員工； 初戀事務所創辦人 地理學系畢業 |                       |
|        | 金鐘旭 | 智雨的初戀 在前往印度的飛機上與智雨相遇            |                       |
| 吳萬石 | 金鐘旭 |                                                    |                       |
| 嚴基俊 | 金鐘旭 |                                                    |                       |
| 元基俊 | 金鐘旭 | 出場序2，整形外科醫生                              | 出場序2，整形外科醫生 |
| 崔志浩 | 金鐘旭 | 出場序1，足球員                                    | 出場序1，足球員       |
| 鄭埻夏 | 金鐘旭 | 出場序3，工地工人                                  | 出場序3，工地工人     |
|        | 金鐘旭 | 出場序4，和尚                                      | 出場序4，和尚         |
|        | 金鐘旭 |                                                    |                       |
| 千虎珍 |        | 智雨的父親 陸軍上校                                |                       |
| 李清娥 | 徐智慧 | 智雨的妹妹                                         |                       |
| 金東旭 | 鄭醫師 | 智熙的交往對象                                     |                       |
| 申成祿 | 崔泰榮 | 智雨的相親對象 機長                                |                       |
| 張英南 |        | 基俊的姐姐                                         |                       |
| 柳承秀 | 朴室長 | 基俊的姐夫                                         |                       |
| 李純荷 | 朴宇麗 | 基俊的外甥女                                       |                       |
| 趙漢哲 |        | 音樂劇導演                                         |                       |
| 全秀卿 | 羅秀卿 | 音樂劇演員 智雨前輩                                |                       |
| 金珉志 | 彩麗   | 音樂劇演員                                         |                       |
| 李帝勳 | 佑亨   | 音樂劇舞台工作人員 智雨後輩                        |                       |
| 鄭奎洙 |        | 旅行社經理，基俊上司                               |                       |
| 鄭成華 |        | 旅行社導遊                                         |                       |
| 金武烈 |        | 航空公司經理                                       |                       |
| 吳娜拉 | 安孝真 | 基俊的大學同學 創業顧問                            |                       |
| 崔日和 |        | 初戀事務所第一位客人                               | 想找初戀重溫舊夢      |
| 徐鉉哲 |        | 初戀事務所第二位客人                               | 想找初戀尋仇          |
| 李智荷 |        | 初戀事務所第三位客人                               | 幫丈夫尋找初戀柳英淑  |

## 外部連結
- 互联网电影数据库（IMDb）上《尋找完美先生》的资料（英文）